# 1943 en mathématiques
| Années des mathématiques : 1940 - 1941 - 1942 - 1943 - 1944 - 1945 - 1946    |
| Décennies des mathématiques : 1910 - 1920 - 1930 - 1940 - 1950 - 1960 - 1970 |

Cet article présente les faits marquants de l'année 1943 en mathématiques.

## Naissances

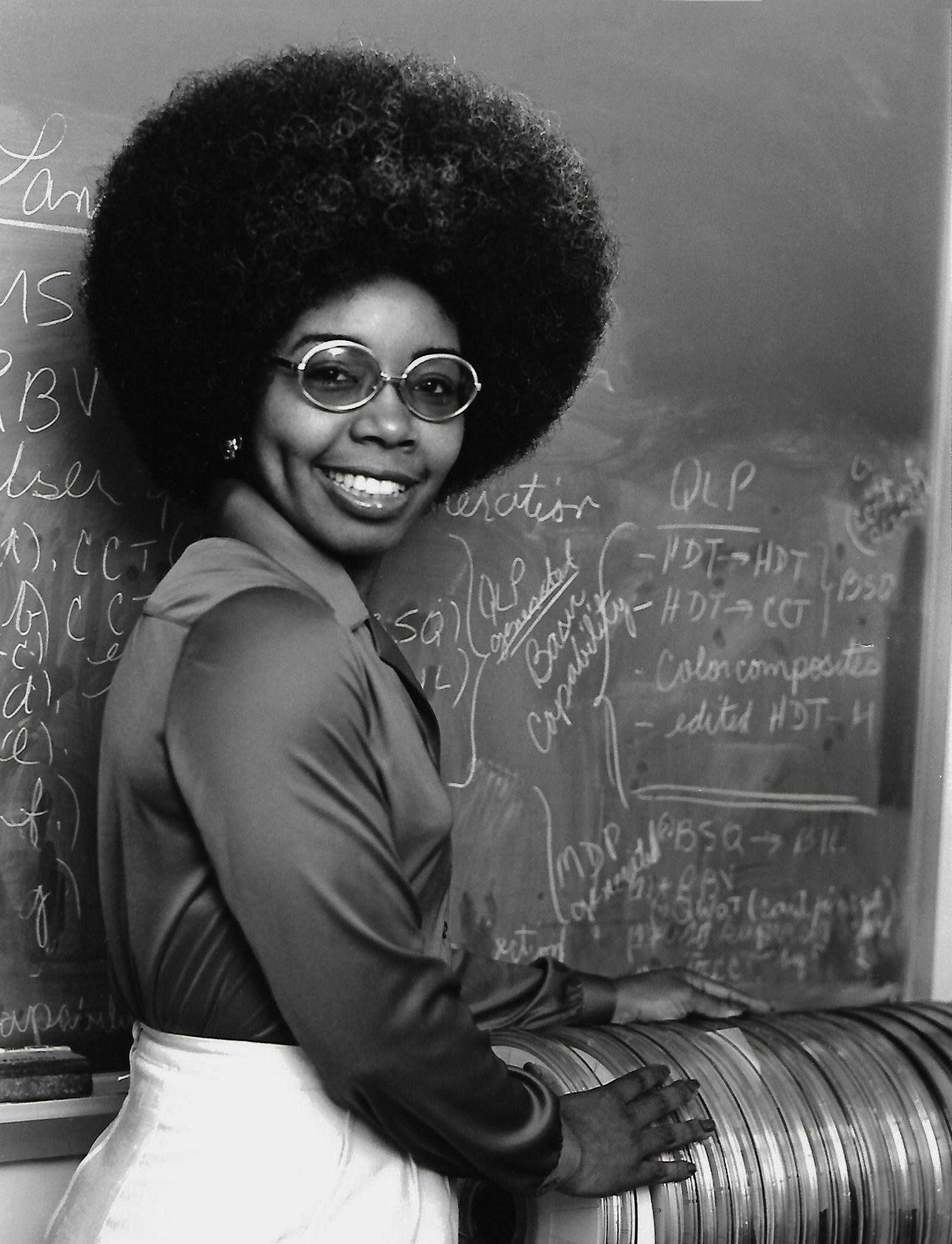
Valerie Thomas

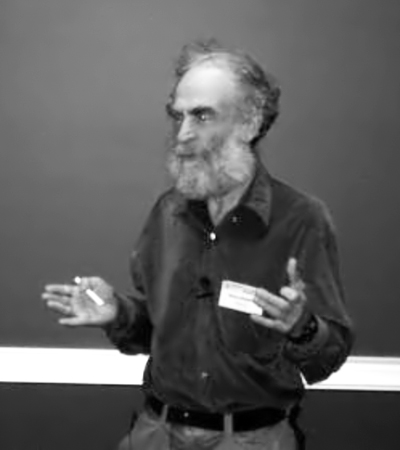
Mikhaïl Gromov

- 23 janvier : George Papanicolaou, mathématicien grec.
- 6 février : Lawrence Gerald Brown, mathématicien américain.
- 8 février : Valerie Thomas, mathématicienne, physicienne et informaticienne américaine.
- 25 février : André Joyal, mathématicien canadien (québécois).
- 13 mars : Constantin Năstăsescu, mathématicien roumain.
- 26 mars : Jean-Pierre Ramis, mathématicien français.
- 29 mars : Alain Bouvier, mathématicien français.
- 6 avril : Bill Gosper, mathématicien et informaticien américain.
- 26 avril : Bill Gosper, mathématicien et informaticien américain.
- 28 avril : Pierre Schapira, mathématicien français.
- 6 mai : Yum-Tong Siu, mathématicien sino-américain.
- 15 mai : André Deledicq, mathématicien français.
- 17 mai : Mangala Narlikar (morte en 2023), mathématicienne indienne.
- 28 mai : Wilfried Schmid, mathématicien germano-américain.
- 1er juin : Edmund Robertson, mathématicien écossais.
- 10 juin : André Gramain, mathématicien français.
- 17 juin : Alan D. Weinstein, mathématicien américain.
- 22 juin : Michiel Hazewinkel, mathématicien néerlandais.
- 9 juillet : Masahiko Fujiwara, mathématicien japonais.
- 30 juillet : 
  - Henri-François Gautrin, mathématicien et homme politique canadien (québécois).
  - Robert Tijdeman, mathématicien néerlandais.
- 2 août :
  - Melvin Hochster, mathématicien américain.
  - Kenneth Kunen, mathématicien américain.
- 3 août : Béla Bollobás, mathématicien hongrois.
- 15 août : Michel Duflo, mathématicien français.
- 17 août : Michael Shub, mathématicien américain.
- 27 août : Norman Levitt (mort en 2009), mathématicien américain.
- 29 août : Michèle Vergne, mathématicienne française.
- 10 septembre : Beverly Anderson, mathématicienne américaine.
- 18 septembre : Nan Laird, mathématicienne américaine.
- 25 septembre : Klaus Schmidt), mathématicien autrichien.
- 9 octobre : Nicole Desolneux-Moulis (morte en 1999), mathématicienne française.
- 23 octobre : Alain Chenciner, mathématicien français.
- 7 novembre : John Lennox, mathématicien britannique.
- 25 novembre : Evelyn Nelson (morte en 1987), mathématicienne canadienne.
- 1er décembre : Jeff Cheeger, mathématicien américain.
- 7 décembre : Nicholas Michael Katz, mathématicien américain.
- 19 décembre : Richard S. Hamilton, mathématicien américain.
- 23 décembre : Mikhaïl Gromov, mathématicien franco-russe.

- Pierre Berthelot (mort en 2023), mathématicien français.
- Andrew Casson, mathématicien britannique.
- Gilles Christol, mathématicien français.
- William John Ellison (mort en 2022), mathématicien britannique.

## Décès

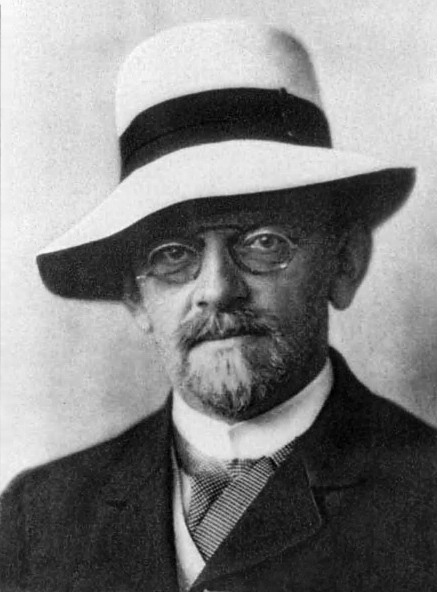
David Hilbert

- 14 février : David Hilbert (né en 1862), mathématicien allemand.
- 16 mars : Georges Giraud (né en 1889), mathématicien français.
- 16 mai : Roberto Marcolongo (né en 1862), mathématicien et physicien italien.
- 6 juin : Guido Fubini (né en 1879), mathématicien italien.
- 14 août : Flora Philip (née en 1865), mathématicienne écossaise.
- 18 août : Friedrich Moritz Hartogs (né en 1874), mathématicien allemand.
- Septembre : Juliusz Schauder (né en 1899), mathématicien polonais.
- 11 septembre : Oswald Teichmüller (né en 1913), mathématicien allemand.
- 26 novembre : Raoul Bricard (né en 1870), mathématicien français.
- 28 novembre : Eduard Helly (né en 1884), mathématicien autrichien.
- 2 décembre : René de Saussure (né en 1868), mathématicien suisse.
- 7 décembre : Henry Rietz (né en 1875), mathématicien et statisticien américain.
- 22 décembre : René Gosse (né en 1883), mathématicien et résistant français.
- 28 décembre : Léopold Leau (né en 1868), mathématicien et linguiste français.
- Mojżesz Presburger (né en 1904), mathématicien, logicien et philosophe polonais, mort dans un camp de concentration.